# Most im. Karola Świerczewskiego
Most im. Karola Świerczewskiego – jednojezdniowy most drogowy nad Odrą Zachodnią w ciągu ul. Autostrada Poznańska (DK31) w Szczecinie.

## Historia
Został zaprojektowany i wybudowany jako most tymczasowy przez służby inżynieryjne Wojska Polskiego, stąd jego patron Karol Świerczewski. Zastąpił inny most tymczasowy – dar rządu brytyjskiego uroczyście przekazany polskim władzom 8 lutego 1948 roku, który z kolei stanął na miejscu mostu pontonowego zbudowanego przez saperów Armii Czerwonej w dniach 27–29 kwietnia 1945 w miejscu istniejącego od 1934 mostu, wysadzonego przez wycofujące się ze Szczecina oddziały wojsk hitlerowskich. Otwarto go do ruchu wraz z całą arterią 19 grudnia 1959 roku. Został posadowiony na żelbetowych poniemieckich filarach i przyczółkach uzupełnionych o drewnianej konstrukcji estakady dojazdowe. Stalowe konstrukcje przęseł mostu wykonała Stocznia Szczecińska im. Adolfa Warskiego. W 1972 drewniane elementy mostu zastąpiono stalowymi. W ciągu swojego istnienia wielokrotnie remontowany. Od końca XX wieku corocznie.
Po wybudowaniu w ramach pierwszego etapu modernizacji Autostrady Poznańskiej mostu Pomorzan, 29 sierpnia 2008 został zamknięty dla ruchu. W jednej z kolejnych faz rozbudowy arterii, ma zostać wyburzony i zastąpiony nowym.
W bezpośrednim sąsiedztwie mostu im. Świerczewskiego, na północ od obiektu, znajdują się dwa jednotorowe mosty kolejowe w ciągu szlaku nr 351.